# Zielonka (województwo łódzkie)
Zielonka – osada w Polsce położona w województwie łódzkim, w powiecie radomszczańskim, w gminie Gidle. Miejscowość wchodzi w skład sołectwa Pławno.

## Historia
W latach 1975–1998 miejscowość administracyjnie należała do województwa częstochowskiego.